# Ahmed Assid
 (février 2013).
Si vous disposez d'ouvrages ou d'articles de référence ou si vous connaissez des sites web de qualité traitant du thème abordé ici, merci de compléter l'article en donnant les références utiles à sa vérifiabilité et en les liant à la section « Notes et références ».
Ahmed Assid (chleuh : ⴰⵃⵎⴰⴷ ⵄⴰⵚⵉⴷ), né le 14 juillet 1961 à Taroudant, est un intellectuel, écrivain et militant politique marocain berbère. 
Il compte à son actif plusieurs articles et études sur la question culturelle et les thématiques de l'identité et de la démocratie, outre de nombreux programmes radiophoniques et télévisuels sur la littérature et les arts amazighs et une série d’écrits littéraires.

## Débat sur la laïcité et l'islam
Au Maroc, Assid s'engage pour la laïcité et les valeurs démocratiques et occidentales. Son militantisme intellectuel lui a valu des attaques de la part des milieux salafistes et des figures islamistes du pays. Au mois d'avril 2013, au cours d'une conférence, Assid évoque un extrait d'une lettre du prophète de l'islam Mahomet qu'il a envoyée à certains rois de l'époque pour les inviter à se convertir à l'islam, cet extrait figure dans un manuel scolaire marocain dans un contexte différent de celui du moyen âge. Assid voyait dans ce passage, dit Aslime Taslame qui signifie « soumettez et vous obtiendrez le salut », une incitation au terrorisme, au regard du référentiel universel des droits de l’Homme.  
D’après Assid, « la croyance est un choix personnel de l’individu ». Selon lui, on ne peut plus enseigner un tel message aux élèves marocains, comme l’une des valeurs suprêmes de l’islam.
Les propos de plusieurs hommes de religion sont virulents envers Ahmed Assid, allant même jusqu'à des menaces de mort.
Dans une interview, Assid affirme qu'il est un intellectuel qui dérange tout en niant avoir attaqué la personne du prophète de l'islam puisqu'il avait appelé à remettre le texte de la lettre dans son contexte historique de guerre.